# ニット帽

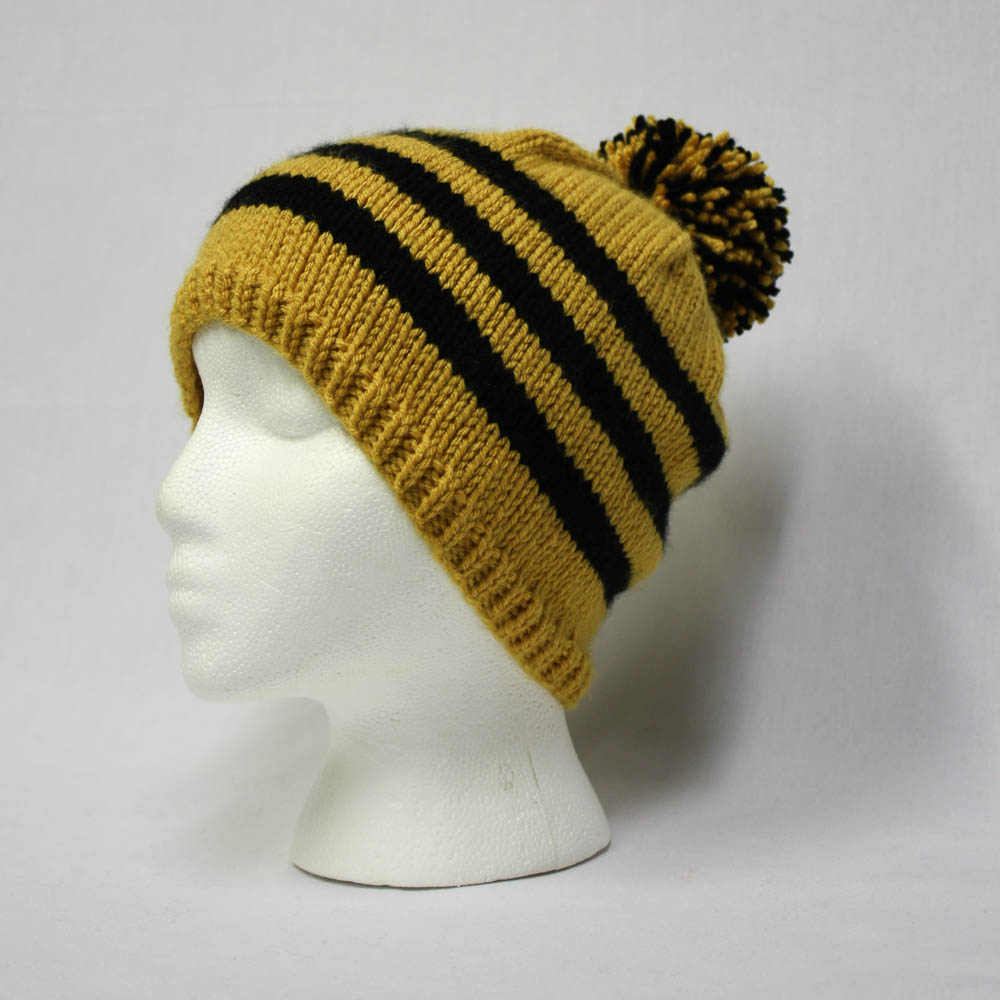
ポンポンの付いたニット帽

ニット帽（にっとぼう、英: knit cap）は、毛糸のニット（又は合成繊維）でできた帽子の一種。アメリカ、イギリス、オーストラリア、南アフリカなどの国では、ビーニー（英: beanie）、カナダ英語ではトゥーク（toqueまたはtuque）等と呼ばれている。

## 概要
- 主に冬季シーズンに使われる。
- ファッション要素の一つとして性別年齢関係なく使われる。
- 耳あてやマフラー、手袋、コートと併用して使われることもある。
- 日本では大正末期の漫画『正チャンの冒険』で主人公がかぶっていた毛糸のポンポンが付いた帽子を「正ちゃん帽」として、当時大流行した[2]。（英語ではボブルハットと呼ばれる[3]）

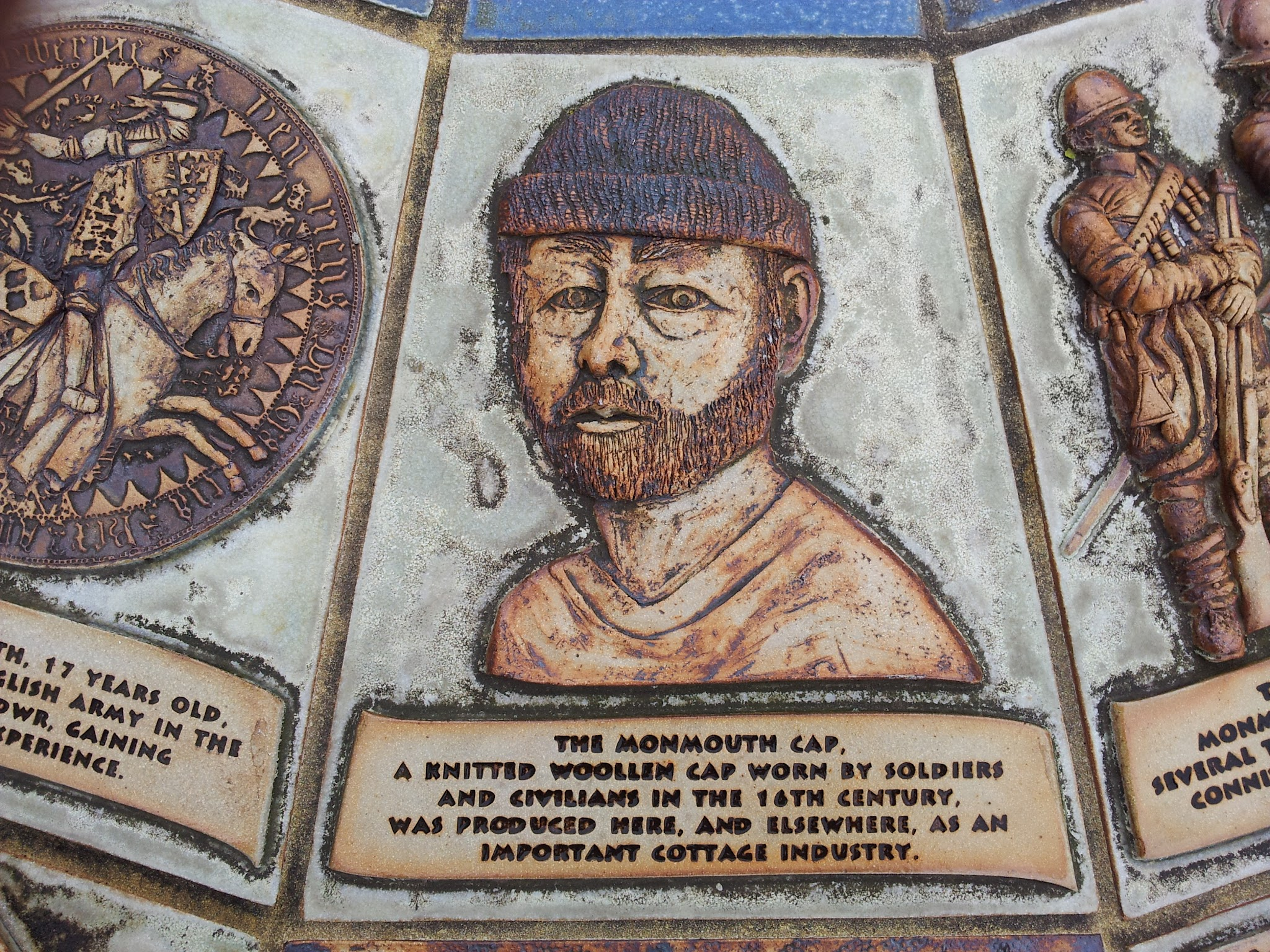
15世紀からつくられたモンマス帽
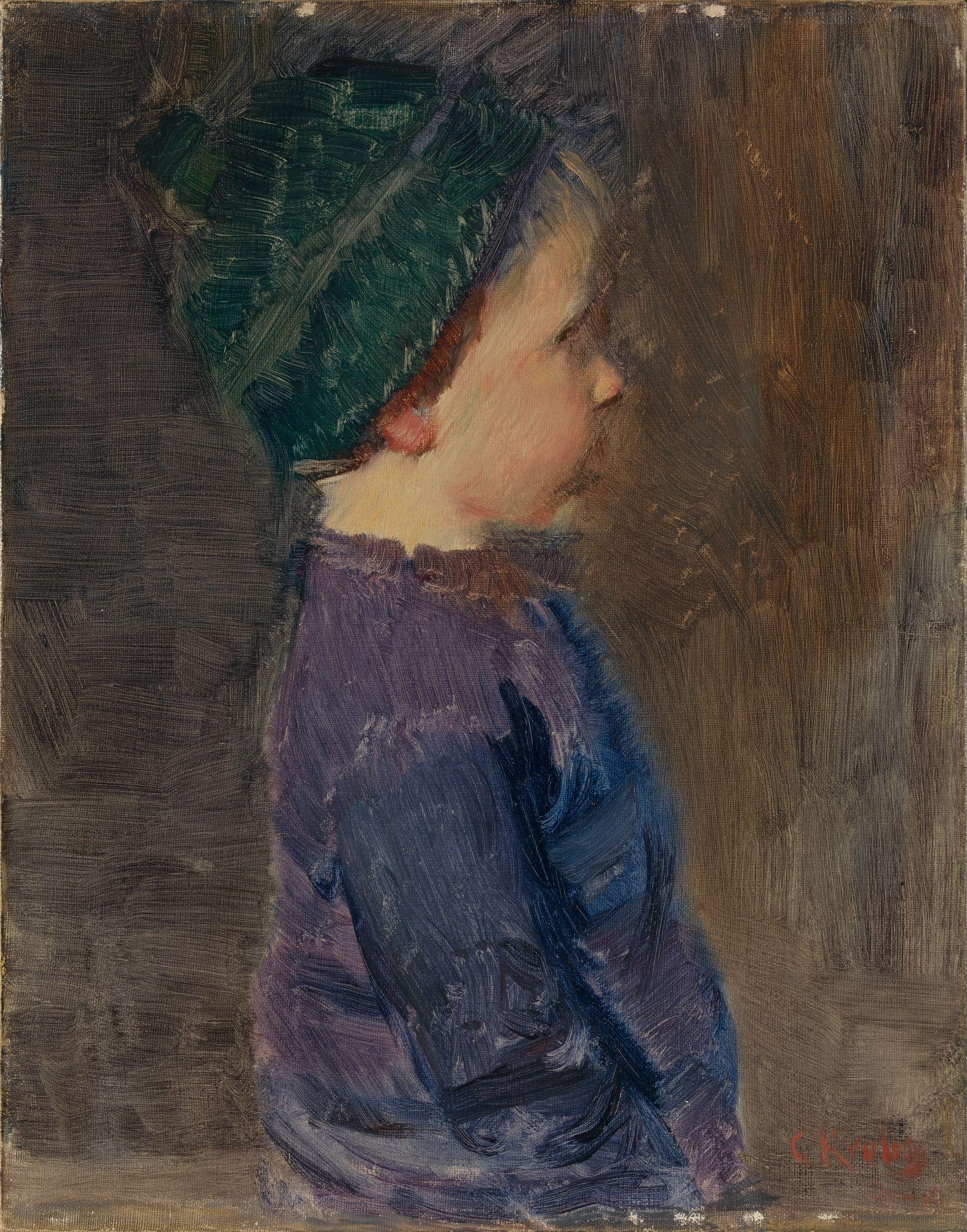
クリスチャン・クローグ「A little Boy」1890年
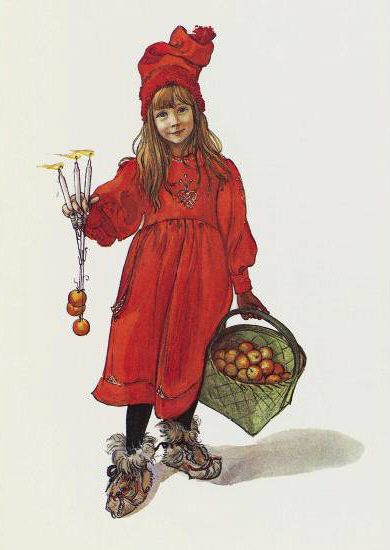
カール・ラーション画「イドナとしてのブリタ」1901年
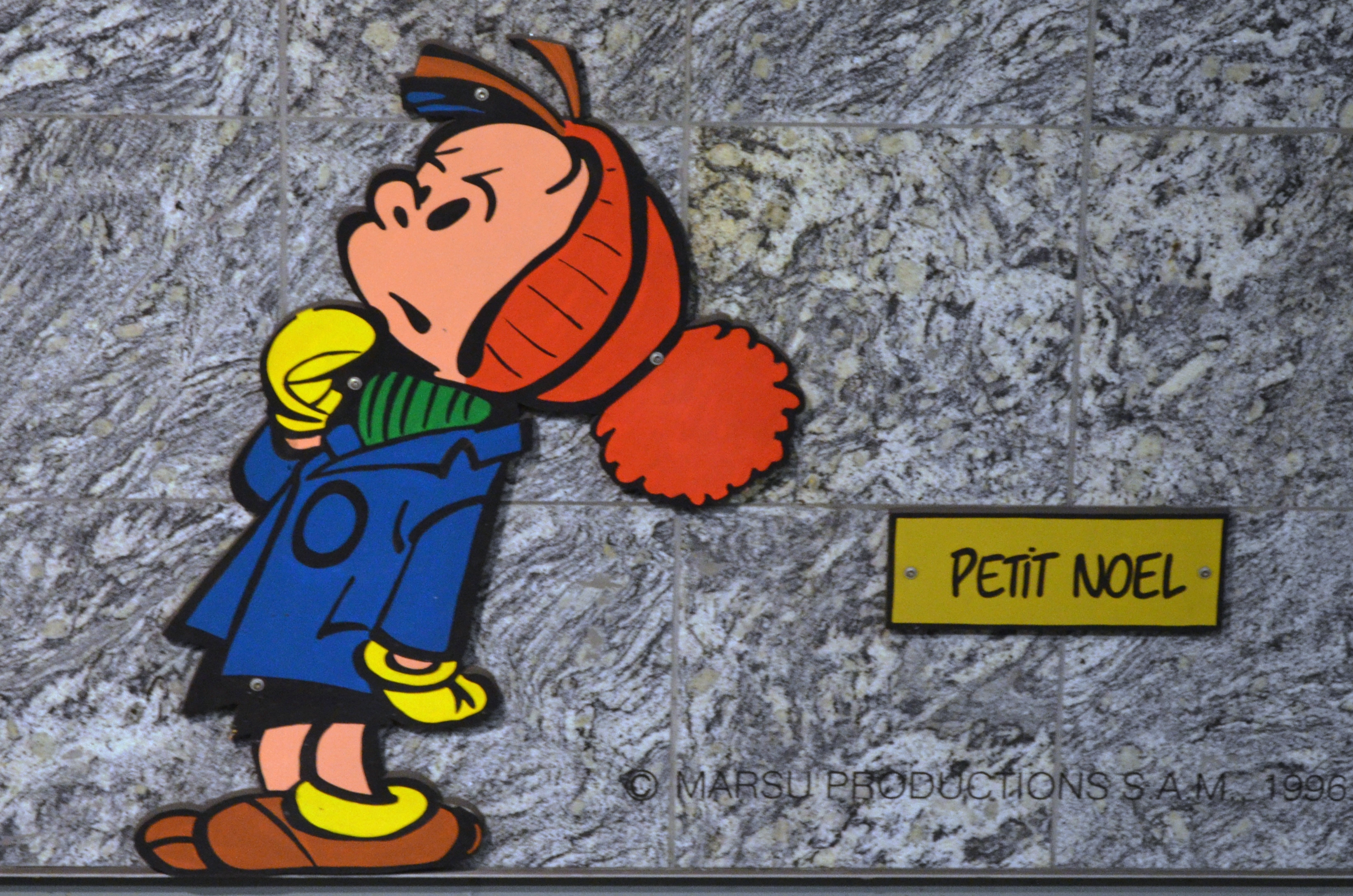
バンド・デシネ（フランス漫画）『プチ・ノエル（フランス語版）』のキャラクター「ノエル」（1957年 - ）
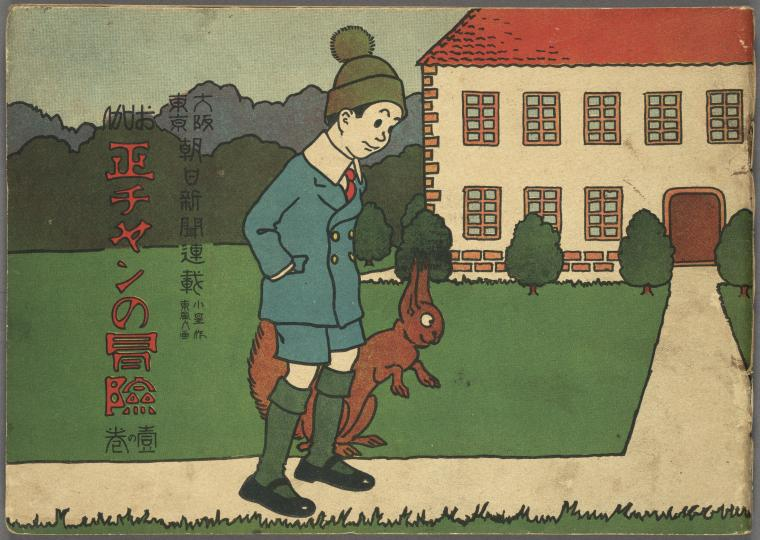
『正チャンの冒険』（1923年）
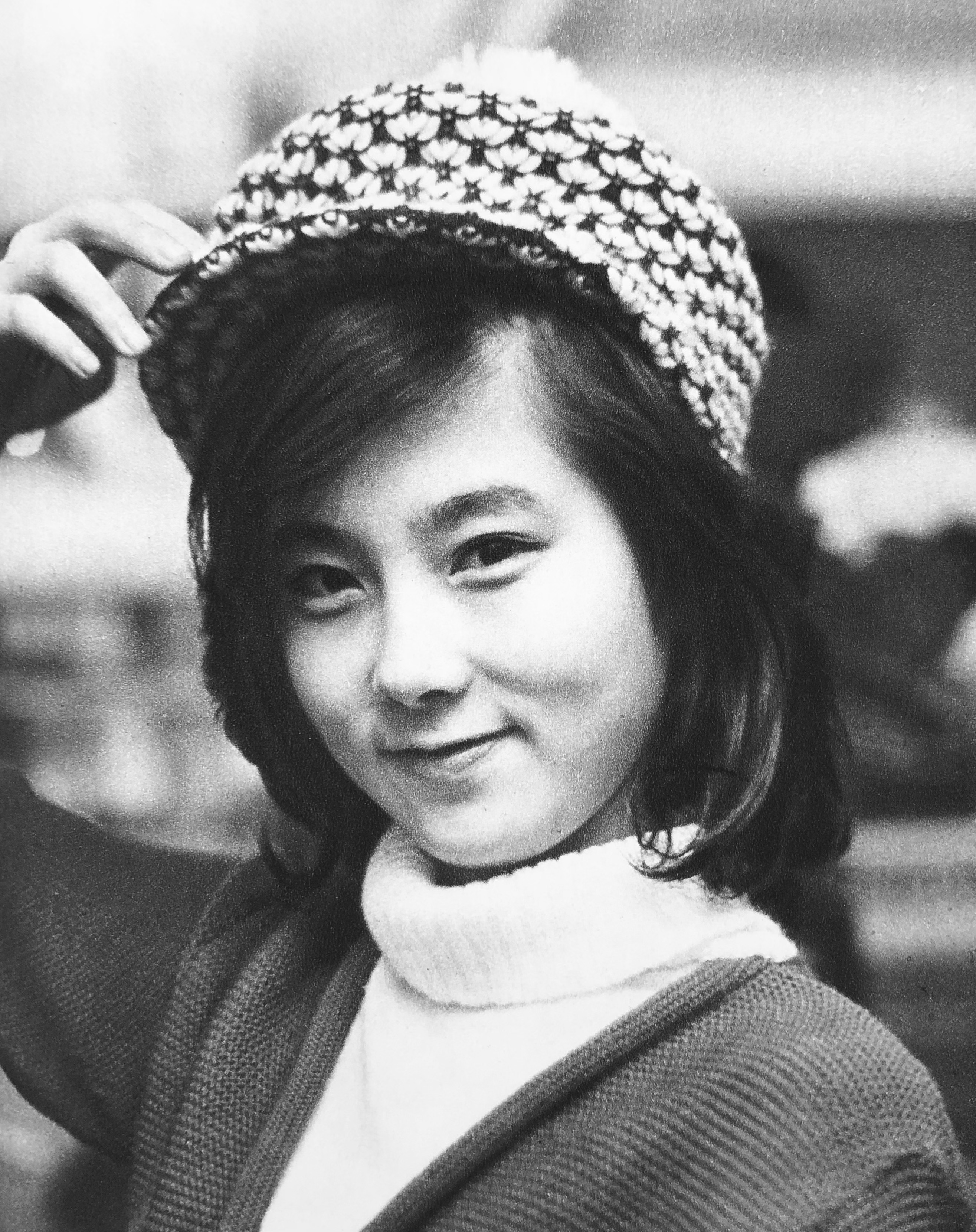
庇のある帽子を被った大原麗子（1965年）
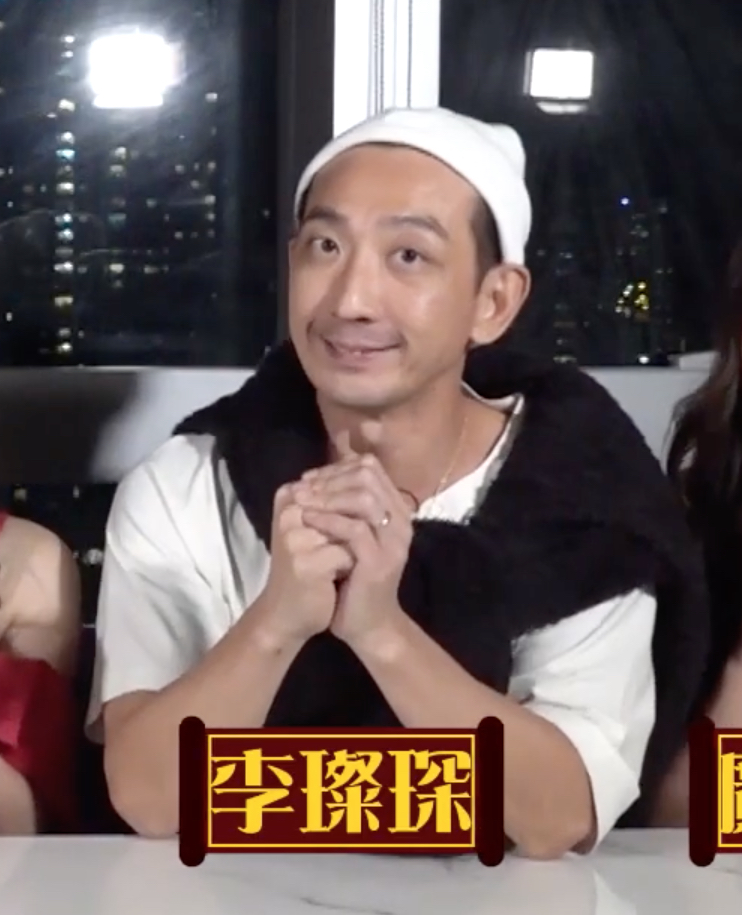
ビーニー（英語版）を被るサム・リー（2020年）
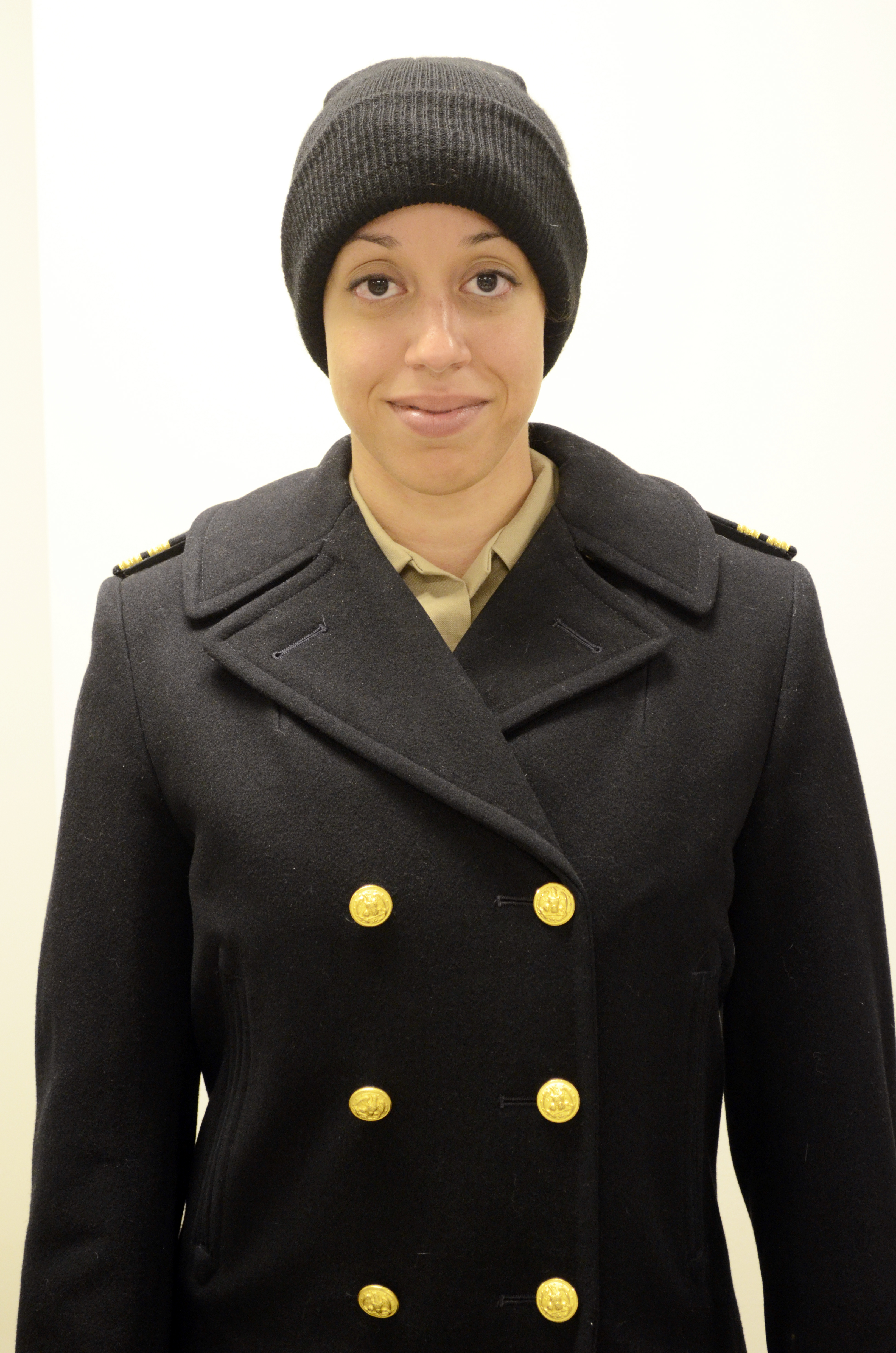
ウォッチキーピング（英語版） (船の見張り係)が被っていたことが語源のワッチキャップ
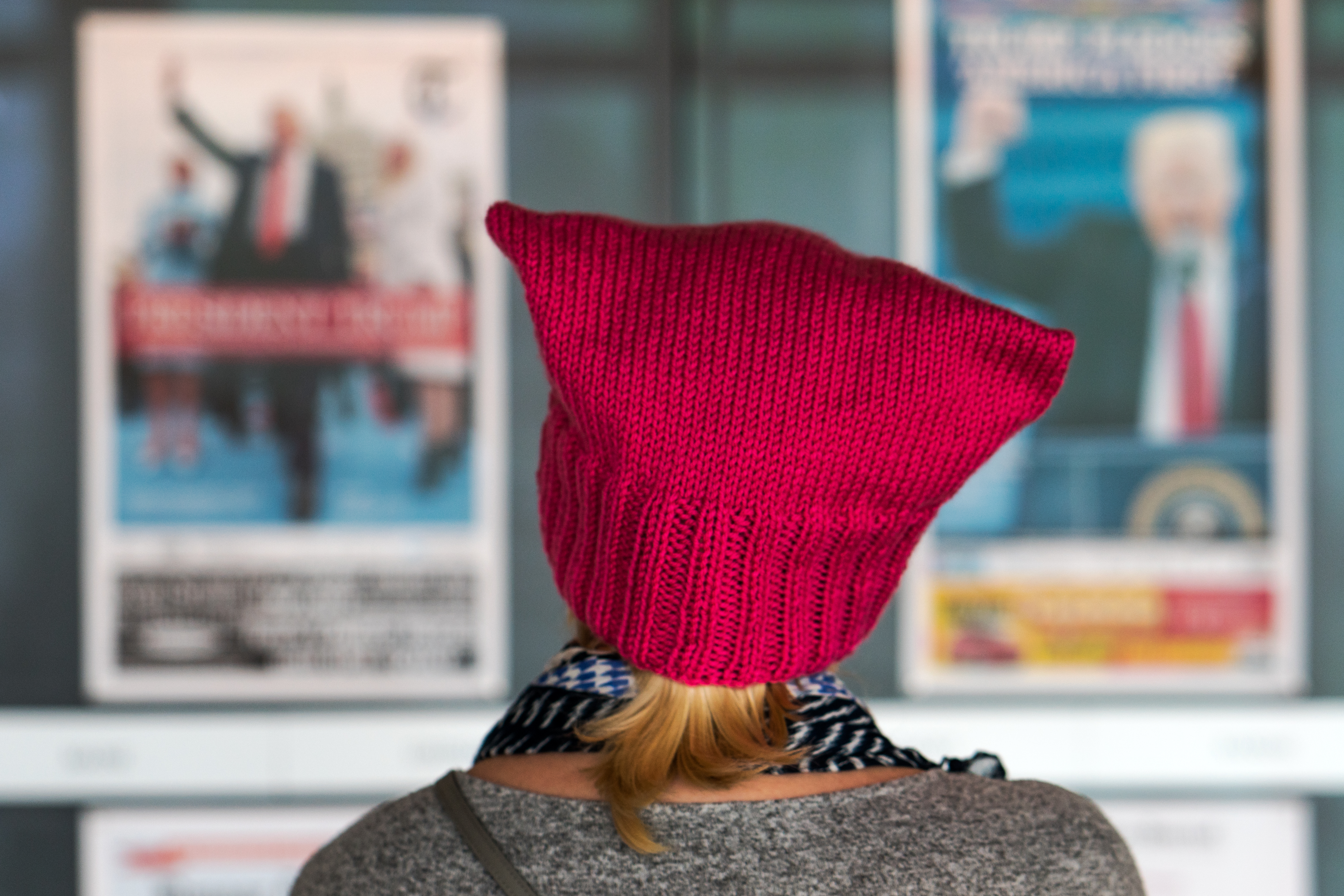
プッシーハット（猫帽子）